# 23 Marina
23 Marina è un grattacielo di Dubai alto 392 metri e costruito tra il 2006 e il 2012. È stato l'edificio residenziale più alto del mondo fino al completamento della vicina Princess Tower. Sorge accanto alle fondamenta di quello che sarebbe dovuto diventare il secondo grattacielo più alto del mondo, il Pentominium, la cui costruzione è ferma dal 2011. È composto da 289 appartamenti dei quali 50 con piscina. Numerosi sono inoltre gli appartamenti duplex che si avvalgono anche di un ascensore privato a testa. A oggi è il terzo edificio esclusivamente residenziale più alto del mondo dopo la Princess Tower di Dubai e il 432 Park Avenue di New York.